# Europese kampioenschappen atletiek 1990 – marathon
Het Europees kampioenschap marathon van 1990 werd gehouden in Split.

## Uitslagen

### Mannen
| rang   | naam                  | land | tijd    |
| ------ | --------------------- | ---- | ------- |
| Goud   | Gelindo Bordin        | ITA  | 2:14.02 |
| Zilver | Pier Giovanni Poli    | ITA  | 2:14.55 |
| Brons  | Dominique Chauvelier  | FRA  | 2:15.20 |
| 4      | Salvatore Bettiol     | ITA  | 2:17.45 |
| 5      | José Esteban Montiel  | ESP  | 2:17.51 |
| 6      | Geoffrey Wightman     | GBR  | 2:18.01 |
| 7      | Karel David           | TCH  | 2:18.05 |
| 8      | Manuel Matias         | POR  | 2:18.52 |
| 9      | Konrad Dobler         | FRG  | 2:19.36 |
| 10     | Francisco Romera      | ESP  | 2:19.58 |
| 11     | Csaba Szucs           | HUN  | 2:20.48 |
| 12     | Mirko Vindis          | YUG  | 2:21.05 |
| 13     | Ruslan Shagiev        | URS  | 2:21.49 |
| 14     | Marti ten Kate        | NED  | 2:21.55 |
| 15     | Roy Doaney            | IRL  | 2:22.58 |
| 16     | Willy Vanhuylenbroeck | BEL  | 2:24.23 |
| 17     | Savo Alempic          | YUG  | 2:25.50 |
| 18     | Rainer Wachenbrunner  | GDR  | 2:26.10 |
| 19     | John Fitzgerald       | IRL  | 2:28.11 |
| 20     | Ravil Kashapov        | URS  | 2:28.49 |
| 21     | Helmut Schmuck        | AUT  | 2:30.28 |
| 22     | Eddy Hellebuyck       | BEL  | 2:32.23 |
| 23     | Dick Hooper           | IRL  | 2:32.36 |
| DNF    | Peter Dall            | DEN  | DNF     |
| DNF    | John Vermeule         | NED  | DNF     |
| DNF    | Spyridon Andriopoulos | GRE  | DNF     |
| DNF    | Pascal Zilliox        | FRA  | DNF     |
| DNF    | Gerard Nijboer        | NED  | DNF     |
| DNF    | Tibor Baier           | HUN  | DNF     |
| DNF    | Juvenal Ribeiro       | POR  | DNF     |
| DNF    | Yakov Tolstikov       | URS  | DNF     |
| DNF    | Jan Huruk             | POL  | DNF     |
| DNF    | Joaquim Pinheiro      | POR  | DNF     |
| DNF    | Vicente Anton         | ESP  | DNF     |

### Vrouwen
| rang   | naam                     | land | tijd    |
| ------ | ------------------------ | ---- | ------- |
| Goud   | Rosa Mota                | POR  | 2:31.27 |
| Zilver | Valentina Jegorova       | URS  | 2:31.32 |
| Brons  | Maria Rebello-Lelut      | FRA  | 2:35.51 |
| 4      | Emma Scaunich            | ITA  | 2:37.19 |
| 5      | Judit Földingne          | HUN  | 2:37.46 |
| 6      | Françoise Bonnet         | FRA  | 2:37.55 |
| 7      | Sussel Groottenberg      | NOR  | 2:39.04 |
| 8      | Sylvianne Geferay        | FRA  | 2:39.21 |
| 9      | Ritva Lemettinen         | FIN  | 2:39.42 |
| 10     | Manuela Machado          | POR  | 2:39.49 |
| 11     | Sally Eastall            | GBR  | 2:41.37 |
| 12     | Christine Kennedy        | IRL  | 2:41.38 |
| 13     | Dimitra Papaspyrou       | GRE  | 2:41.47 |
| 14     | Jolanda Homminga         | NED  | 2:43.04 |
| 15     | Nicola Mccracken         | GBR  | 2:46.36 |
| 16     | Marina Prat              | ESP  | 2:47.41 |
| 17     | Nelly Aerts              | BEL  | 2:49.10 |
| 18     | Elizabeth Bullen         | IRL  | 2:53.45 |
| 19     | Suzana Ciric             | YUG  | 2:54.05 |
| 20     | Susan Tooby              | GBR  | 2:55.22 |
| 21     | Roumiana Panovska        | BUL  | 2:56.46 |
| DNF    | Maria-Conceiçao Ferreira | POR  | DNF     |
| DNF    | Alena Peterkova          | TCH  | DNF     |
| DNF    | Yekaterina Khramenkova   | URS  | DNF     |
| DNF    | Lyubov Klochko           | URS  | DNF     |

Turijn 1934 ·
Parijs 1938 ·
Oslo 1946 ·
Brussel 1950 ·
Bern 1954 ·
Stockholm 1958 ·
Belgrado 1962 ·
Boedapest 1966 ·
Athene 1969 ·
Helsinki 1971 ·
Rome 1974 ·
Praag 1978 ·
Athene 1982 ·
Stuttgart 1986 ·
Split 1990 ·
Helsinki 1994 ·
Boedapest 1998 ·
München 2002 ·
Göteborg 2006 ·
Barcelona 2010 ·
Zürich 2014 ·
Berlijn 2018 ·
München 2022 ·